# Georgios Ventiris
Georgios Ventiris, grški general, * 1890, † 1954.